# Mike Kyle
Mike Kyle (Boise, 31 de março de 1980) é uma estaduniense atleta de lutes livres. Ele compete na categoria dos pesos pesados do MMA. Ele competiu primeiramente na Strikeforce e na King of the Cage, sendo campeão dos pesos pesados dessa última. Kyle é muito lembrado por uma memorável luta contra outro campeão dos pesos pesados, Rafael Cavalcante.

## Ultimate Fighting Championship
Kyle fez sua estréia no UFC contra Wes Sims vencendo por nocaute aos 4:59 dos primeiro período.Em sua segunda luta na competição ele perdeu por nocaute no primeiro tempo para Justin Eilers.
Ele em seguida derrotou James Irvin no UFC 51: Super Saturday tambem vencendo por nocaute no primeiro round.

## Strikeforce e King of the Cage
Após abandonar o UFC, Kyle lutou na Pancrase e no World Extreme Cagefighting antes de assinar com a Strikeforce.
Sua luta de estréia foi contra Krzysztof Soszynski, mas a luta teve empate técnico quando Krzysztof recebeu um dedo no olho.
Após essa luta ele enfrentou Brian Olsen para o campeonato de pesos pesados da WEC, mas foi desclassificado apos desferir um golpe ilegal.
Depois Kyle lutou no Strikeforce: Shamrock vs. Lê; mas perdeu por finalização com um Armlock no primeiro round.
Após competir em outras pequenas organizações ele voltou para a Strikeforce e lutou contra Rafael Cavalcante e venceu por TKO (punhos) aos 4:05 do segundo round.
Em 15 de agosto de 2009 ele lutou contra Fabricio Werdum no Strikeforce: Carano vs. Cyborg e perdeu via finalização por uma chave de braço aos 1:24 do primeiro período.
Ele enfrentou Jeremy Freitag em 20 de dezembro de 2009 no Xtreme MMA Australia, vencendo por TKO (joelho) no terceiro round.
Kyle então assinou com a King of the Cage e fez o seu debut contra Travis Wiuff em 12 de fevereiro de 2010, tendo vencido por TKO (Doctor Stoppage) no segundo período.
Em sua segunda luta no King of the Cage ele enfrentou Jon Murphy e venceu por TKO aos 4:53 do segundo round.
Em 14 de maio de 2010 Kyle enfrentou Tony Lopez na liga para pesos pesados da King of the Cage, vencendo Lopez por decisão não unânime após cinco períodos da luta.
Sua ultima luta ocorreu contra Abongo Humphrey na ShoMMA , vencendo Humphrey por finalização no segundo round em 23 de julho de 2010.

## Cartel no MMA
| Res.    | Cartel      | Oponente            | Método                                | Evento                                        | Data       | Round | Tempo | Local                      | Notas                                                                            |
| ------- | ----------- | ------------------- | ------------------------------------- | --------------------------------------------- | ---------- | ----- | ----- | -------------------------- | -------------------------------------------------------------------------------- |
| Derrota | 23-18-1 (2) | Viktor Pešta        | Finalização (mata leão)               | OKTAGON 13                                    | 27/07/2019 | 1     | 1:59  | Praga                      | Peso-casado (212 lbs).                                                           |
| Derrota | 23-17-1 (2) | Muhammed De'Reese   | Nocaute Técnico (socos)               | PFL 8                                         | 05/10/2018 | 1     | 2:38  | Nova Orleães, Luisiana     |                                                                                  |
| Derrota | 23-16-1 (2) | Caio Alencar        | Decisão (unânime)                     | PFL 7                                         | 30/08/2018 | 3     | 5:00  | Atlantic City, Nova Jérsia |                                                                                  |
| Vitória | 23-15-1 (2) | Daniel Gallemore    | Nocaute Técnico (joelhadas)           | PFL: Fight Night                              | 02/11/2017 | 1     | 1:01  | Washington, D.C.           |                                                                                  |
| Derrota | 22-15-1 (2) | Josh Copeland       | Decisão (unânime)                     | PFL: Everett                                  | 29/07/2017 | 3     | 5:00  | Everett, Washington        |                                                                                  |
| Vitória | 22-14-1 (2) | Dan Charles         | Nocaute Técnico (socos)               | ACB 51: Silva vs. Torgeson                    | 13/01/2017 | 1     | 2:15  | Irvine, Califórnia         |                                                                                  |
| Derrota | 21-14-1 (2) | Denis Goltsov       | Finalização Técnico (triângulo)       | ACB 32: The Battle of Lions                   | 26/03/2016 | 1     | 2:18  | Moscou                     |                                                                                  |
| Derrota | 21-13-1 (2) | Clifford Starks     | Decisão (unânime)                     | WSOF 22: Palhares vs. Shields                 | 01/08/2015 | 3     | 5:00  | Las Vegas, Nevada          |                                                                                  |
| Vitória | 21-12-1 (2) | Baga Agaev          | Finalização (guilhotina)              | Abu Dhabi Warriors 2                          | 26/03/2015 | 1     | 1:55  | Abu Dhabi                  |                                                                                  |
| Derrota | 20-12-1 (1) | Evgeny Erokhin      | Nocaute (socos)                       | FEFoMP: Russia's MMA Supercup                 | 20/12/2014 | 2     | 2:59  | Khabarovsk                 | Luta nos Pesados.                                                                |
| Derrota | 20-11-1 (2) | Anthony Johnson     | Nocaute (soco)                        | WSOF 8: Gaethje vs. Patishnock                | 18/01/2014 | 1     | 2:03  | Hollywood, Flórida         |                                                                                  |
| Derrota | 20-10-1 (2) | Andrei Arlovski     | Decisão (unânime)                     | WSOF 5: Arlovski vs. Kyle                     | 14/09/2013 | 3     | 5:00  | Atlantic City, Nova Jersey |                                                                                  |
| Vitória | 20-9-1 (2)  | Travis Wiuff        | Nocaute (soco)                        | CFA 11: Kyle vs. Wiuff 2                      | 24/05/2013 | 1     | 0:21  | Coral Gables, Flórida      |                                                                                  |
| Derrota | 19-9-1 (2)  | Gegard Mousasi      | Finalização (mata leão)               | Strikeforce: Marquardt vs. Saffiedine         | 12/01/2013 | 1     | 4:09  | Oklahoma City, Oklahoma    |                                                                                  |
| NC      | 19-8-1 (2)  | Rafael Cavalcante   | Sem Resultado (substâncias proibidas) | Strikeforce: Barnett vs. Cormier              | 19/05/2012 | 1     | 0:33  | San José, Califórnia       | Originalmente derrota; mudado pela CSAC.                                         |
| Vitória | 19-8-1 (1)  | Marcos Pezão        | Decisão (unânime)                     | Strikeforce: Barnett vs. Kharitonov           | 10/09/2011 | 3     | 5:00  | Cincinnati, Ohio           |                                                                                  |
| Derrota | 18-8-1 (1)  | Antônio Silva       | Nocaute Técnico (socos)               | Strikeforce: Henderson vs. Babalu II          | 04/12/2010 | 2     | 2:49  | St. Louis, Missouri        | Luta na categoria de Peso Pesado.                                                |
| Vitória | 18-7-1 (1)  | Steve Oliver        | Nocaute Técnico (socos)               | Xtreme MMA Australia 3                        | 05/11/2010 | 1     | N/A   | Sydney                     | Ganhou o Título Meio Pesado do XMMA.                                             |
| Vitória | 17-7-1 (1)  | Abongo Humphrey     | Finalização (mata leão)               | Strikeforce Challengers: del Rosario vs. Mahe | 23/07/2010 | 2     | 3:28  | Everett, Washington        | Luta da categoria Meio Pesado.                                                   |
| Vitória | 16-7-1 (1)  | Tony Lopez          | Decisão (dividida)                    | KOTC: Honor                                   | 14/05/2010 | 5     | 5:00  | Mescalero, Novo México     | Venceu o Título Meio Pesado do KOTC.                                             |
| Vitória | 15-7-1 (1)  | Jon Murphy          | Nocaute Técnico (socos e cotoveladas) | KOTC: Legacy                                  | 26/03/2010 | 2     | 4:53  | Reno, Nevada               |                                                                                  |
| NC      | 14-7-1 (1)  | Travis Wiuff        | Sem Resultado (soco após a campainha) | KOTC Vengeance                                | 12/02/2010 | 2     | 5:00  | Mescalero, Novo México     | Originalmente vitória; Luta no Peso Pesado.                                      |
| Vitória | 14-7-1      | Jeremy Freitag      | Nocaute Técnico (joelhadas)           | Xtreme MMA Australia 1                        | 20/12/2009 | 3     | 4:51  | Sydney                     |                                                                                  |
| Derrota | 13-7-1      | Fabrício Werdum     | Finalização (chave de braço)          | Strikeforce: Carano vs. Cyborg                | 15/08/2009 | 1     | 1:24  | San José, Califórnia       | Luta no Peso Pesado.                                                             |
| Vitória | 13-6-1      | Rafael Cavalcante   | Nocaute Técnico (socos)               | Strikeforce: Lawler vs. Shields               | 06/06/2009 | 2     | 4:05  | St. Louis, Missouri        | Estréia nos Meio Pesados.                                                        |
| Vitória | 12-6-1      | Mychal Clark        | Decisão (unânime)                     | JG/TKT Promotions - Fighting 4 Kidz           | 30/08/2008 | 3     | 5:00  | Santa Mônica, Califórnia   |                                                                                  |
| Vitória | 11-6-1      | Rudy Martin         | Nocaute Técnico (golpes)              | IFC - Caged Combat                            | 26/04/2008 | 1     | 0:41  | Nampa, Idaho               |                                                                                  |
| Derrota | 10-6-1      | Wayne Cole          | Finalização (chave de braço)          | Strikeforce: Shamrock vs. Le                  | 29/03/2008 | 1     | 0:45  | San José, Califórnia       | Luta no Peso Pesado.                                                             |
| Derrota | 10-5-1      | Brian Olsen         | Desqualificação (golpes ilegais)      | WEC 20                                        | 05/05/2006 | 1     | 3:45  | Lemoore, Califórnia        | Desclassificado após golpear após a campainha; Pelo Cinturão Peso Pesado do WEC. |
| Empate  | 10-4-1      | Krzysztof Soszynski | Empate Técnico (dedada no olho)       | Strikeforce: Shamrock vs. Gracie              | 10/03/2006 | 1     | 2:02  | San José, Califórnia       | Dedada acidentalmente no olho de Soszynski.                                      |
| Derrota | 10-4        | Devin Cole          | Nocaute Técnico (golpes)              | WEC 18                                        | 13/01/2006 | 2     | 2:56  | Lemoore, Califórnia        |                                                                                  |
| Vitória | 10-3        | Tsuyoshi Kohsaka    | Decisão (unânime)                     | Pancrase: Spiral 8                            | 02/10/2005 | 3     | 1:17  | Yokohama                   |                                                                                  |
| Vitória | 9-3         | James Irvin         | Nocaute (soco)                        | UFC 51                                        | 05/02/2005 | 1     | 1:55  | Las Vegas, Nevada          | Luta no Peso Pesado.                                                             |
| Derrota | 8-3         | Justin Eilers       | Nocaute (soco)                        | UFC 49                                        | 21/08/2004 | 1     | 1:14  | Paradise, Nevada           |                                                                                  |
| Vitória | 8-2         | Wes Sims            | Nocaute (soco)                        | UFC 47                                        | 02/04/2004 | 1     | 4:59  | Las Vegas, Nevada          | Estreia no UFC.                                                                  |
| Vitória | 7-2         | Jude Hargett        | Nocaute Técnico (socos)               | WEC 9                                         | 06/01/2004 | 1     | 4:09  | Lemoore, Califórnia        |                                                                                  |
| Vitória | 6-2         | Dan Chase           | Nocaute Técnico (lesão)               | King of the Rockies                           | 03/01/2004 | 1     | 0:12  | Fort Collins, Colorado     |                                                                                  |
| Vitória | 5-2         | Jason Reed          | Finalização (golpes)                  | IFC: Battleground Boise                       | 25/10/2003 | 1     | 1:52  | Boise, Idaho               |                                                                                  |
| Vitória | 4-2         | Jerry Vrbanovic     | Nocaute (socos)                       | WEC 8                                         | 17/10/2003 | 1     | 0:12  | Lemoore, Califórnia        | Estreia no WEC.                                                                  |
| Derrota | 3-2         | Paul Buentello      | Nocaute (socos)                       | KOTC 18: Sudden Impact                        | 01/11/2002 | 2     | 1:24  | Reno, Nevada               |                                                                                  |
| Derrota | 3-1         | Dan Bobish          | Finalização (socos)                   | KOTC 13: Revolution                           | 17/05/2002 | 1     | 3:25  | Nevada                     |                                                                                  |
| Vitória | 3-0         | Nate Russak         | Finalização (golpes)                  | Gladiator Challenge 9                         | 10/02/2002 | 1     | 2:39  | San Jacinto, Califórnia    |                                                                                  |
| Vitória | 2-0         | Kauai Kupihea       | Nocaute Técnico (socos)               | Night of the Knockout 2                       | 09/06/2001 | 2     | N/A   | Boise, Idaho               |                                                                                  |
| Vitória | 1-0         | Andrew Boyle        | Nocaute Técnico (socos)               | Night of the Knockout 1                       | 10/03/2001 | 1     | 1:30  | Boise, Idaho               |                                                                                  |